# Khwao Sinarin (huyện)
Khwao Sinarin (tiếng Thái: เขวาสินรินทร์) là một huyện (amphoe) của tỉnh Surin, đông bắc Thái Lan.

## Lịch sử
Tiểu huyện (king amphoe) được thành lập ngày 15 tháng 7 năm 1996 với khu vực tách ra từ Mueang Surin.
Theo quyết định của chính phủ Thái Lan vào ngày 15 tháng 5 năm 2007, tất cả 81 tiểu huyện đều được nâng lên thành huyện. Với việc đăng công báo ngày 24 tháng 8, việc nâng cấp này thành chính thức.

## Địa lý
Các huyện giáp ranh (từ phía bắc theo chiều kim đồng hồ) là: Chom Phra, Sikhoraphum và Mueang Surin.

## Hành chính
Huyện này được chia thành 5 phó huyện (tambon), các đơn vị này lại được chia ra thành 58 làng (muban). Không có khu vực đô thị, có 5 Tổ chức hành chính tambon.
| STT. | Tên           | Tên Thái   | Số làng | Dân số |  |
| ---- | ------------- | ---------- | ------- | ------ |  |
| 1.   | Khwao Sinarin | เขวาสินรินทร์ | 11      | 10.466 |  |
| 2.   | Bueng         | บึง         | 11      | 4.706  |  |
| 3.   | Ta Kuk        | ตากูก       | 10      | 7.156  |  |
| 4.   | Prasat Thong  | ปราสาททอง  | 13      | 6.543  |  |
| 5.   | Ban Rae       | บ้านแร่      | 13      | 6.437  |  |